# Santa Bárbara do Leste
Santa Bárbara do Leste é um município brasileiro do estado de Minas Gerais. Localiza-se no Vale do Rio Doce e segundo o IBGE, sua população recenseada em 2022 era de 8 458 habitantes.

## Etimologia
O topônimo deve seu nome à Santa Bárbara, padroeira local.

## História
A história do Município tem início em 1890, com a chegada de Luciano Corrêa de Faria e Vicente Gomes, grandes fazendeiros e possuidores de vários bens. Com o objetivo de construir uma capela os proprietários doaram um terreno e se reuniram com Henrique Viana Guedes e Joaquim José Ferreira Campos para, juntos, conseguirem donativos para a construção da Capela de Santa Bárbara, concluída dois anos depois.
Mas há versões históricas de que as terras que deram origem ao povoado de Santa Bárbara foram doadas pelo fazendeiro Luciano Corrêa de Faria Sobrinho no dia 13 de dezembro de 1892.
Mais tarde o povoado passou a pertencer ao distrito de São Sebastião do Sacramento, que integrava o município de Manhuaçu.
Em 1940 o povoado de Santa Bárbara foi transferido do município de Manhuaçu para o município de Caratinga, passando à condição de distrito.
Este foi elevado à condição de sede municipal e cidade em 2 de abril de 1992, pela lei número 10.704, que o desmembrou do Município de Caratinga.
A sua emancipação político-administrativa foi votada e aprovada pela Assembleia Legislativa no dia 27 de abril de 1992, com o topônimo de Santa Bárbara do Leste

### Relação de ex-prefeitos
- Wilma Pereira (2021/2024)
- Wilma Pereira (2017/2020)
- Zé do Nubim (2013/2016)
- Zé do Nubim (2009/2012)
- Admardo Raniere Assis Cunha (2005/2008)
- Otto Ferreira Maia (2001/2004)
- José de Almeida Lopes (1997/2000)
- Otto Ferreira Maia (1992/1996)